# Base navale capitano Arturo Prat
La base navale capitano Arturo Prat (in spagnolo base Naval Capitán Arturo Prat) è una base antartica cilena. Intitolata all'eroe navale Arturo Prat è l'installazione antartica cilena più antica.
Localizzata ad una latitudine 62º30' S ed una longitudine 59°41'O si trova sulla costa nord dell'isola Greenwich nell'arcipelago delle Shetland meridionali.

## Storia
All'inizio del 1947 per soddisfare i desideri del governo cileno di effettuare atti concreti di sovranità nel territorio antartico cileno, la marina cilena organizzò una spedizione al comando del commodoro Federico Guesalaga Toro. La missione consisteva nell'installazione della prima base antartica cilena trasportando sia il materiale che il personale per lasciare una presenza stabile sul territorio. La flotta si diresse verso le Shetland Meridionali, il luogo antartico più vicino al Sud America. Come località per erigere la base venne scelta la baia più grande dell'Isola Greenwich che venne battezzata bahía Chile perché presentava una relativa facilità di accesso. In questo luogo, il 6 febbraio 1947 si inaugura con il nome di Soberanía, la prima base cilena nel Territorio Chileno Antártico. Gli uomini per tenere in attività la struttura saranno forniti negli anni dall'Armada de Chile.
Il 23 febbraio 2004 l'Armada si ritira dalla base che viene temporaneamente chiusa. Il 1º marzo dello stesso anno la gestione passa ufficialmente al governo civile della regione di Magellane e Antartide con una concessione di 50 anni. L'8 marzo 2006 il governo regionale entra fisicamente in possesso dell'installazione.
La base venne utilizzata tutto l'anno sino al febbraio 2004 quando venne abbandonata dall'Armada. Dal 2007 funziona come base estiva principalmente a scopi di telecomunicazione, ricerca sulla ionosfera e meteorologici.

## Galleria d'immagini

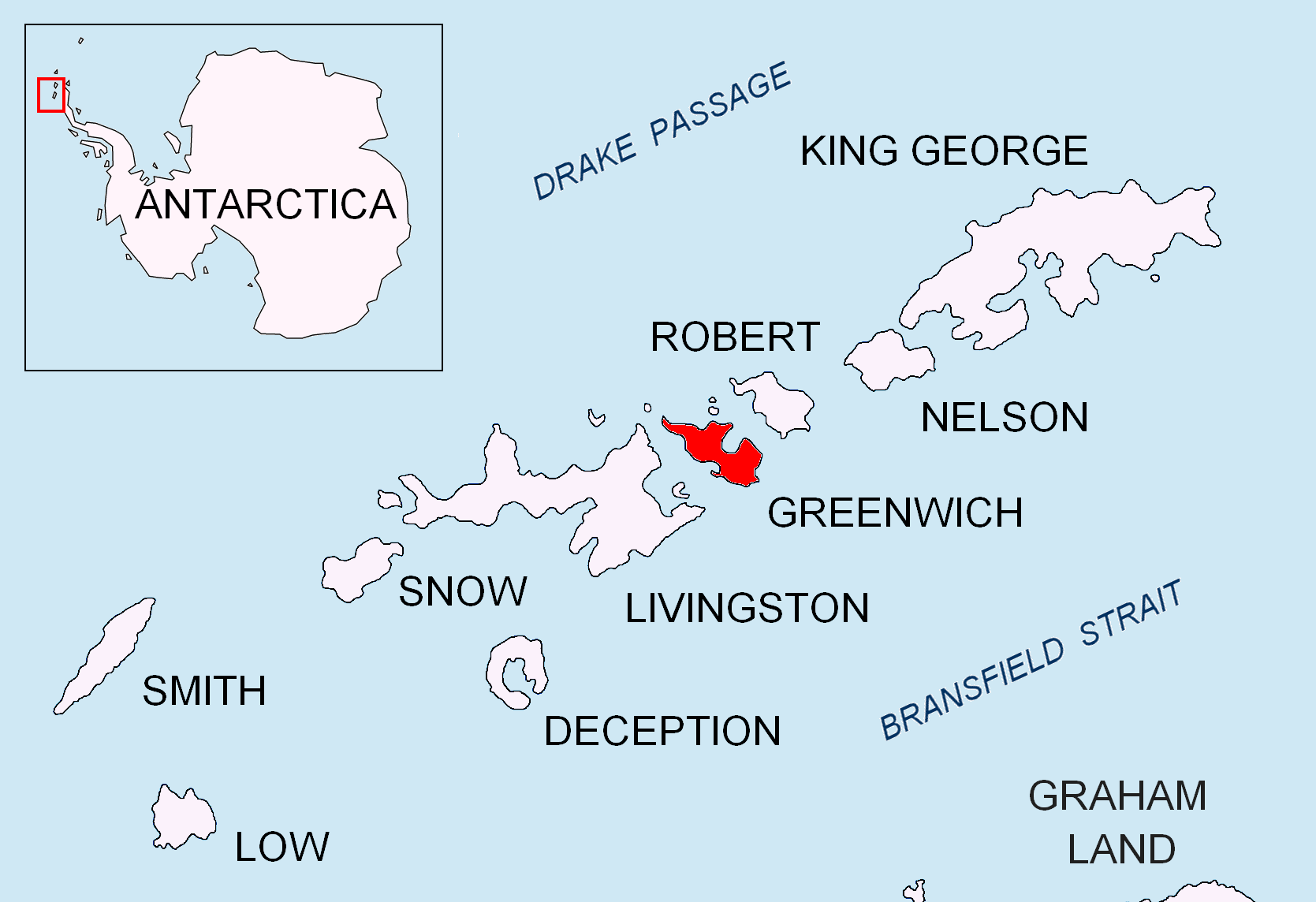
Posizione dell'Isola di Greenwich nelle Isole Shetland Meridionali
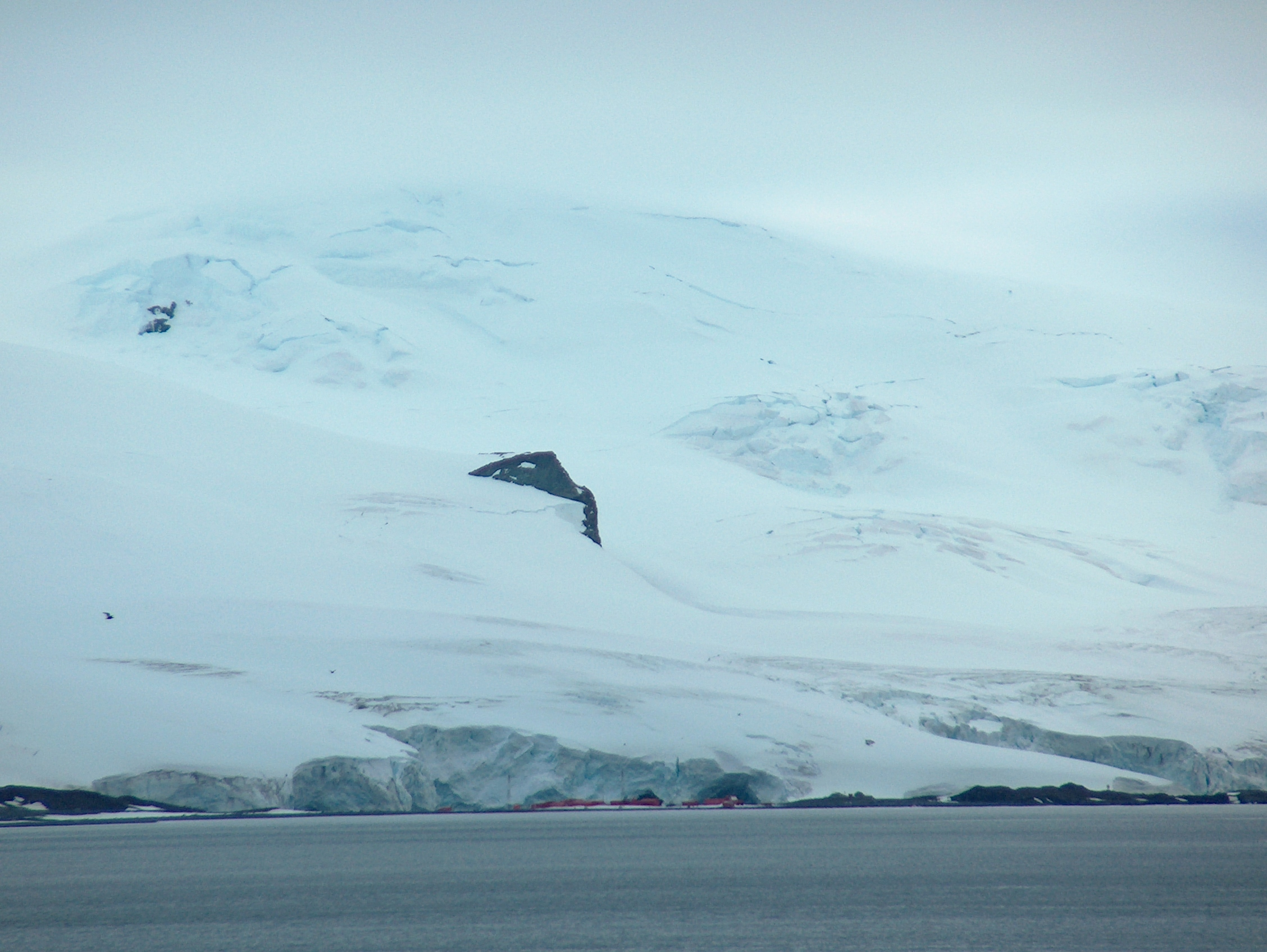
Base Arturo Prat dallo Stretto Inglese, con il Picco Rousseau e il Ghiacciaio Fuerza Aérea sullo sfondo